# Billy Garraty
Billy Garraty, all'anagrafe William Garraty (Birmingham, 6 ottobre 1878 – Birmingham, 6 maggio 1931), è stato un calciatore inglese, noto per essere il nono marcatore della storia dell'Aston Villa, con 112 reti.

## Palmarès

### Club

#### Competizioni nazionali
- Campionato inglese: 2

Aston Villa: 1898-1899, 1899-1900
- Coppa d'Inghilterra: 1

Aston Villa: 1904-1905